# Mariel Mariel
Mariel Mariel es una cantante independiente y feminista chilena, representante del género pop urbano llamado "flow latino". Gran parte de su carrera se ha desarrollado en México. También ha impulsado la presencia de más mujeres en la industria musical chilena.

## Trayectoria artística
Residió en México desde 2008 hasta 2017. Ha interpretado diversos géneros, como pop, rap, afro, o jazz mezclado con música andina. Inició una agrupación musical con el músico y productor Andrés Landon; sus coreografías presentan un estilo callejero. Continuó su carrera como solista en 2007 con el disco "No me despierten", con lo que ganó popularidad en México y Estados Unidos. Desde entonces, se trasladó a México y ha tenido varias presentaciones en ese país. Ha colaborado en diferentes ocasiones con artistas mexicanos y chilenos, tales como Natalia Lafourcade, Leonel García o Mon Laferte. Fue parte de la banda de Carla Morrison. Se ha presentado en festivales como NRMAL, Ruido Fest, Vive Latino y Lollapalooza.
Durante la ceremonia de los Premios Pulsar 2016 denunció ser víctima de acoso sexual por parte de un profesor cuando era estudiante de la Facultad de Artes de la Universidad de Chile, motivo por el que abandonó sus estudios ya que las autoridades no respondieron. Convirtiéndose en la primera en hacer una denuncia televisiva por acoso universitario y un referente para la actual Movilización estudiantil feminista de 2018 en Chile.
En 2017 lanzó el festival La Matria Fest convocando proyectos de música impulsados por mujeres, como reacción a la constante exclusión de músicas en los escenarios masivos en festivales. Por otro lado, en 2025 se sumó a la campaña "Dejarlo en casa es dejarlo atrás", impulsada por la red Educación Inicial 2030, que busca visibilizar la importancia de los jardines infantiles y aumentar su asistencia y matrícula. Para ella compuso la canción "En el jardín".
Mariel Mariel fue la representante chilena de la competencia folclórica en el LXIII Festival Internacional de la Canción de Viña del Mar, con la composición "Cuerpo y guitarra".

### Producciones
- "Foto pa' ti", México, 2015[2][15]

### Producciones anteriores
- "No me despierten", Chile, 2007
- "La música es buena", México, 2011

### "No me despierten"
- 2007 - "No me despierten"

Primer material que vio la luz en 2007 con un total de 13 canciones, de él se desprendieron 3 sencillos "Enredadera", "Misterioso Corazón" y "La Gata" este último fue un tema interpretado por Rocío Dúrcal, tema compuesto por Rafael Pérez
| No me despierten |                       |          |  |
| N.º              | Título                | Duración |  |
| 1.               | «Aconséjame»          | 3:40     |  |
| 2.               | «Enredadera»          | 2:44     |  |
| 3.               | «Natural»             | 3:38     |  |
| 4.               | «No Puedo Estar»      | 3:34     |  |
| 5.               | «La Gata»             | 3:37     |  |
| 6.               | «Quererte Bien»       | 3:36     |  |
| 7.               | «Sé»                  | 2:59     |  |
| 8.               | «No me despierten!»   | 4:19     |  |
| 9.               | «Hubo Una Vez»        | 3:03     |  |
| 10.              | «Misteriosos Corazón» | 4:09     |  |
| 11.              | «Triste Pero Cierto»  | 3:49     |  |
| 12.              | «Domenica»            | 4:04     |  |
| 13.              | «Domenica»            | 5:10     |  |

### Colaboraciones
- Natalia Lafourcade, 2011
- Juan Manuel Torreblanca, 2013
- Leonel García,
- Carla Morrison, 2012
- Mon Laferte,  2012
- Café Tacvba, 2015
- Kinky, 2017
- Banda Baston, 2017
- Natalia Valdebenito, 2017
- Santaferia, 2017
- Yorka, 2018

## Reconocimientos
- Premio Pulsar 2016, "Mejor Artista de Música Urbana", por el disco "Foto Pa' Ti".[10]
- Premio Pulsar 2018, "Mejor Video Clip", por video canción "Y va a Caer"